# サンディ (チェーンストア)
株式会社サンディ（英: Sundi co.,Ltd.）は、大阪府大阪市淀川区に本部を置き、スーパーマーケットを運営する企業。

## 概要
ボックスストア サンディの名称で店舗展開している。ボックスストアは世界に9300店舗を展開するドイツ・アルディ社が開発したビジネスモデルで、サンディが日本に持ち込み展開している。。店舗展開は京阪神を中心とした関西圏が中心だが、埼玉県や東京都の他、源流企業の創業地である岡山県にも数店舗を出店している。
陳列や包装などのサービスを極力省略することで、低価格を実現している。その一環として、レジ袋が有料化する以前から買い物袋の無料配布は行っていない。客自身が買い物袋を持参するか、レジの近くに積まれた空段ボール箱に詰める、もしくは別途費用を払って買い物袋を買うことになる。

## 沿革
- 1953年5月1日 - 岡山県新見市にて、株式会社三上呉服店を設立。
- 1974年6月28日 - 法人名を「株式会社ミカミ」に変更。
- 1980年9月24日 - 株式会社ミカミの100周年記念事業として株式会社サンディを設立。[5]
- 2011年12月1日 - 株式会社ミカミを株式会社サンディに合併して解散。

## 事務所
大阪本部
- 大阪府大阪市淀川区西宮原2-7-50 YSサクラビル

東京事務所
- 埼玉県朝霞市東弁財1-6-26 エースビル5階

新見事務所
- 岡山県新見市正田字橋ノ本433-6 サンパーク新見内別館2階

## 店舗
2023年6月末現在、計212店舗を有する。内訳は、大阪134店、兵庫28店、京都22店、奈良14店、滋賀3店、三重1店、関東6店（東京2店、埼玉4店）、岡山4店。
現行店舗については店舗・チラシ情報を参照。

### かつて存在した店舗
- 中百舌鳥店（2009年10月31日閉店）
- 大宮七里店（2010年閉店）
- 森ノ宮店（2011年6月閉店）
- 下馬伏店（2012年8月31日閉店）
- 大和田店（2013年3月5日閉店）
- 世田谷代田店（2013年5月26日閉店）
- 矢田店（2013年9月1日閉店）
- 寝屋川店（2013年10月6日閉店）
- 都島本通店（2015年1月15日閉店）
- 長居店（2015年11月30日閉店）
- 鶴瀬店（2016年2月19日閉店）
- 東松山店（2016年5月15日閉店）
- 生駒店（2017年1月10日閉店）
- 田原本店（2017年11月26日閉店）
- 奈良西大和店（2018年3月11日閉店）
- 小若江店（2019年8月11日閉店）
- 吉川栄町店（2020年8月15日閉店）
- 八尾本町店（2021年3月26日閉店）
- 大津衣川店（2021年7月25日閉店）
- 泉大津店（2021年12月11日閉店）
- 和光本町店（2022年12月30日閉店）
- 三田ウッディタウン店（2023年1月31日閉店）
- 土師の里店（2024年2月28日閉店）
- 八幡屋店（2024年11月29日閉店）[7]
- 湊川店（2025年1月9日閉店）[8][9]